# Callander (släkt)

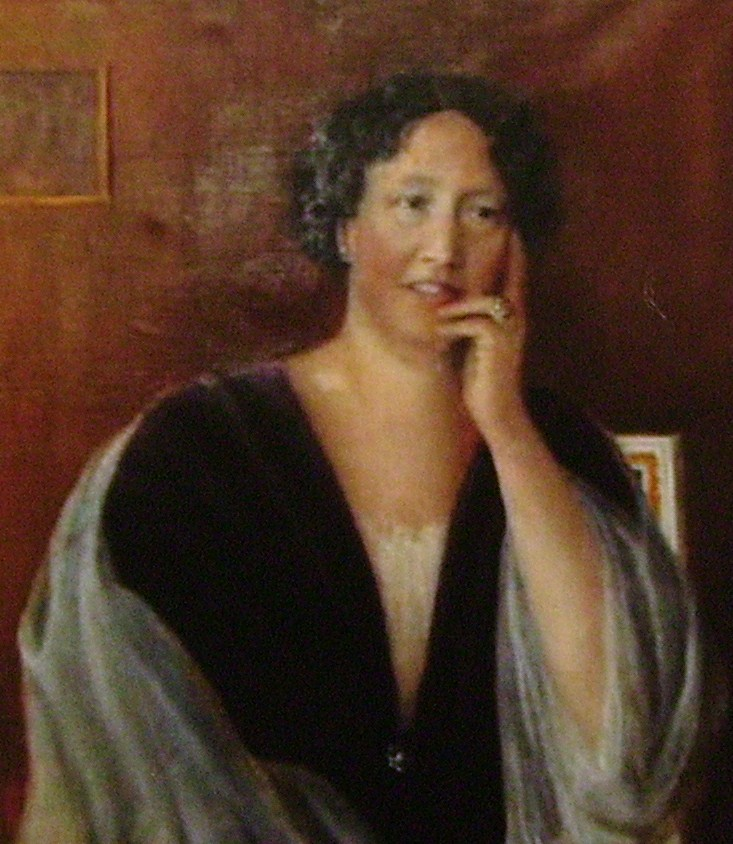
Sofia Callander-Nordvaeger

Callander är en svensk släkt som stammar från rådmannen och sämskmakaren Per Callander.
Per Callander var son till småbrukaren Anders Svensson (f. 1717), som var född i Ås i Frykeruds socken i norra Värmland. Han föddes den 16 februari 1749 i Frykerud och dog den 19 augusti 1824 i Mariefred. 
Hans son, Sven Fredrik Callander, var färgare och rådman på Callanderska gården. Hans son Johan Petter Callander (1823-1910) var målare. Carl Conrad Callander (1831–1920) var läroverksadjunkt. Hans dotter var Sofia Ulrika Callander. 
Sofia Callander var nästan 30 år när hon kom till Mariefred tillsammans med sina föräldrar Carl Conrad Callander och Sofia Stenholm. I slutet av 1917 gifte hon sig med den drygt två decennier äldre änklingen Johan Israel Nordvaeger. Sofia var då 45 år gammal. Genom arv förvärvade hon efter några manövrer den Callanderska gården. År 1919 sålde Anders Gustaf Andersson gården till fru Nordvaeger. Fadern dog relativt snart, den äkta maken sju år senare. I augusti 1947 lämnade Sofia Nordvaeger sin gård som grundfond till en stiftelse: Callanderska stiftelsen. 
Sofia har mottagit en förtjänstplakett från Samfundet för Hembygdsvård. Själv var hon elev till Gunnar Hallström och Adolf Frössén i Gävle. Hon tecknade mycket Mariefredsmotiv, kopierade "mästarna" på Gripsholms slott.